# Лез-Ольм
Лез-Ольм (фр. Les Olmes) — колишній муніципалітет у Франції, у регіоні Овернь-Рона-Альпи, департамент Рона. Населення — 799 осіб (2011).
Муніципалітет був розташований на відстані близько 370 км на південний схід від Парижа, 29 км на північний захід від Ліона.

## Історія
До 2015 року муніципалітет перебував у складі регіону Рона-Альпи. Від 1 січня 2016 року належав до нового об'єднаного регіону Овернь-Рона-Альпи.
1 січня 2019 року Лез-Ольм, Дарезе, Поншарра-сюр-Тюрдін i Сен-Лу було об'єднано в новий муніципалітет Вендрі-сюр-Тюрдін.

## Демографія
Динаміка населення (INSEE ):
Розподіл населення за віком та статтю (2006):
| Стать | Всього | До 15 років | 15-24 | 25-44 | 45-64 | 65-85 | Понад 85 |
| --- | ------ | ----------- | ----- | ----- | ----- | ----- | -------- |
| Чоловіки | 388    | 83          | 71    | 103   | 82    | 45    | 4        |
| Жінки | 318    | 67          | 25    | 82    | 95    | 45    | 4        |
| \| Статево-вікова піраміда \| Статево-вікова піраміда \| Статево-вікова піраміда \| \| ----------------------- \| ----------------------- \| ----------------------- \| \| Чоловіки \| Вік \| Жінки \| \| 4 \| 85 + \| 4 \| \| 4 \| 80-84 \| 8 \| \| 21 \| 75-79 \| 8 \| \| 12 \| 70-74 \| 17 \| \| 8 \| 65-69 \| 12 \| \| 8 \| 60-64 \| 4 \| \| 29 \| 55-59 \| 37 \| \| 12 \| 50-54 \| 29 \| \| 33 \| 45-49 \| 25 \| \| 37 \| 40-44 \| 29 \| \| 41 \| 35-39 \| 33 \| \| 17 \| 30-34 \| 12 \| \| 8 \| 25-29 \| 8 \| \| 21 \| 20-24 \| 8 \| \| 50 \| 15-20 \| 17 \| \| 29 \| 10-14 \| 29 \| \| 33 \| 5-9 \| 21 \| \| 21 \| 0-4 \| 17 \| |        |             |       |       |       |       |          |
| Статево-вікова піраміда |        |             |       |       |       |       |          |
| Чоловіки | Вік    | Жінки       |       |       |       |       |          |
| 4 | 85 +   | 4           |       |       |       |       |          |
| 4 | 80-84  | 8           |       |       |       |       |          |
| 21 | 75-79  | 8           |       |       |       |       |          |
| 12 | 70-74  | 17          |       |       |       |       |          |
| 8 | 65-69  | 12          |       |       |       |       |          |
| 8 | 60-64  | 4           |       |       |       |       |          |
| 29 | 55-59  | 37          |       |       |       |       |          |
| 12 | 50-54  | 29          |       |       |       |       |          |
| 33 | 45-49  | 25          |       |       |       |       |          |
| 37 | 40-44  | 29          |       |       |       |       |          |
| 41 | 35-39  | 33          |       |       |       |       |          |
| 17 | 30-34  | 12          |       |       |       |       |          |
| 8 | 25-29  | 8           |       |       |       |       |          |
| 21 | 20-24  | 8           |       |       |       |       |          |
| 50 | 15-20  | 17          |       |       |       |       |          |
| 29 | 10-14  | 29          |       |       |       |       |          |
| 33 | 5-9    | 21          |       |       |       |       |          |
| 21 | 0-4    | 17          |       |       |       |       |          |

## Економіка
2010 року серед 524 осіб працездатного віку (15—64 років) 415 були активними, 109 — неактивними (показник активності 79,2%, у 1999 році було 75,7%). З 415 активних мешканців працювало 396 осіб (212 чоловіків та 184 жінки), безробітними було 19 (5 чоловіків та 14 жінок). Серед 109 неактивних 32 особи були учнями чи студентами, 56 — пенсіонерами, 21 була неактивною з інших причин.

У 2010 році в муніципалітеті числилось 307 оподаткованих домогосподарств, у яких проживали 819,0 особи, медіана доходів виносила 21 081 євро на одного особоспоживача